# Aglaopus parata
Aglaopus parata är en fjärilsart som beskrevs av Paul E. Whalley 1976. Aglaopus parata ingår i släktet Aglaopus och familjen Thyrididae. Inga underarter finns listade i Catalogue of Life.